# Seo Hyun-jin
Đây là một tên người Triều Tiên, họ là Seo.
Seo Hyun-jin (Hangul: 서현진; sinh ngày 27 tháng 2 năm 1985) là một nữ ca sĩ và diễn viên người Hàn Quốc. Cô ra mắt với tư cách là giọng ca chính của nhóm nhạc nữ Hàn Quốc, M.I.L.K vào năm 2001 và hoạt động cho đến khi nhóm tan rã vào năm 2003, cô hoạt động với tư cách là một ca sĩ solo sau khi nhóm tan rã trước khi chuyển sang diễn xuất vào năm 2006.
Seo Hyun-jin xuất hiện lần đầu tiên trong vở nhạc kịch The Sound of Music (2006), sau đó xuất hiện trong một số phim truyền hình và phim. Cô được biết đến nhiều nhất với vai chính Oh Hae-young trong bộ phim truyền hình hài lãng mạn Vẫn là Oh Hae Young (2016), phim tình cảm y khoa Người thầy y đức (2016–2017), phim tình cảm lãng mạn Nhiệt độ tình yêu (2017) và Vẻ đẹp tiềm ẩn (2018).

## Sự nghiệp

### 1985–2005: Cuộc sống ban đầu và sự nghiệp âm nhạc
Seo Hyun-jin sinh ngày 27 tháng 2 năm 1985 tại Dobong-dong (nay là Nowon-dong), Seoul, Hàn Quốc. Cô được tuyển chọn bởi S.M. Entertainment và sau đó ra mắt với tư cách là giọng ca chính của nhóm nhạc nữ Hàn Quốc, M.I.L.K vào năm 2001, dưới nhãn hiệu phụ, SM Entertainment. Tuy nhiên, nhóm đã sớm tan rã do sự cạnh tranh khốc liệt giữa các nhóm nhạc, dẫn đến một trong những thành viên đã rời khỏi trước khi nhóm tan rã hoàn toàn vào năm 2003. Sau khi M.I.L.K. tan rã, Seo Hyun-jin theo học tại Đại học nữ sinh Dongduk, nơi cô học chuyên ngành âm nhạc ứng dụng để theo đuổi giấc mơ ca hát của mình. Seo Hyun-jin đã tham gia vào các bài hát cũng như các bài hát tổng hợp của SM Town với tư cách là một ca sĩ solo.

### 2006–2014: Chuyển sang diễn xuất
Seo Hyun-jin đã có cơ hội biểu diễn trong vở nhạc kịch đầu tiên của mình, The Sound of Music vào năm 2006, mà cô cho là bước ngoặt trong sự nghiệp diễn xuất của mình.
Các vai phụ tiếp theo trong bộ phim truyền hình dài tập Hwang Jini (2006), H.I.T (2007), Ashamed (2011). Seo Hyun-jin lần đầu tiên thu hút sự chú ý cho màn trình diễn tinh tế của cô trong The Duo (2011), trong vai một cô nàng tomboy hàng xóm, người sau này trở thành một gisaeng. Cô đóng vai phản diện đầu tiên trong Feast of the Gods (2012), trong vai một đầu bếp tham vọng bị bắt trong một cuộc ganh đua. Seo Hyun-jin sau đó được chọn vào vai chính cho hai bộ phim truyền hình cổ trang The King's Daughter, Soo Baek-hyang (2013) và The Three Musketeers (2014).
Seo Hyun-jin cũng thường xuyên xuất hiện trong các dự án được đạo diễn bởi người bạn thân nhất của cô, nữ diễn viên Goo Hye-sun, đáng chú ý là trong bộ phim ngắn The Madonna và trong bộ phim truyện Magic, với vai chính đầu tiên.

### 2015–nay: Sự nổi tiếng
Seo Hyun-jin cho biết nhân vật giống với tính cách ngoài đời thực nhất của cô là nhà văn tự do ẩm thực trong Thực thần 2 (2015), nói thêm rằng cô "đã không nhận ra bao nhiêu niềm vui khi quay một bộ phim truyền hình sống động và hài hước như thế." Bộ phim là thử thách đầu tiên của Seo Hyun-jin ở thể loại hài - lãng mạn, trong đó cô nhận được đánh giá tích cực và nó trở thành bước ngoặt sự nghiệp của cô.
Sự nổi tiếng của cô tăng nhanh sau bộ phim hài lãng mạn đình đám Lại là Oh Hae Young (2016), mà cô đóng cùng với Eric Mun. Cô được khen ngợi khi thể hiện một nhân vật bình thường và đáng tin cậy và đã giành Giải thưởng nghệ thuật Baeksang cho Nữ diễn viên xuất sắc nhất. Cuối năm đó, cô đóng vai chính trong bộ phim y tế đình đám của đài SBS, Người thầy y đức cùng với Han Suk-kyu và  Yoo Yeon-seok.
Năm 2017, Seo Hyun-jin đóng vai chính trong bộ phim truyền hình lãng mạn Nhiệt độ tình yêu do Ha Myung-hee chấp bút..
Năm 2018, Seo Hyun-jin tham gia bộ phim tình cảm giả tưởng Vẻ đẹp tiềm ẩn dựa trên bộ phim hài lãng mạn cùng tên năm 2015. Cô đóng vai một nữ diễn viên dành một tuần trong mỗi tháng để sống trong cơ thể của người khác.

## Hoạt động khác
Năm 2019, Seo Hyun-jin được Cơ quan Thuế quốc gia Hàn Quốc công nhận là người nộp thuế mẫu mực và được vinh danh là đại sứ danh dự cùng với Lee Je-hoon.

## Danh mục phim

### Phim điện ảnh
| Năm  | Tên phim                    | Vai         | Ghi chú   | Nguồn  |
| ---- | --------------------------- | ----------- | --------- | ------ |
| 2006 | Love Me Not                 | Ji-hye      |           |        |
| 2008 | Story of Wine               | Jin-ju      |           | [ 25 ] |
| 2008 | Dating on Earth             | Soo-hyun    |           |        |
| 2008 | The Madonna                 | Nun         | Phim ngắn |        |
| 2010 | Magic                       | Ji-eun      |           |        |
| 2011 | Ashamed                     | Hee-jin     |           |        |
| 2012 | The Peach Tree              | Shi-yeon    | Khách mời |        |
| 2012 | Fragments of Sweet Memories | Mom         | Phim ngắn |        |
| 2016 | Familyhood                  | Sang-mi     |           | [ 26 ] |
| 2017 | Because I Love You          | Hyun-kyeong |           | [ 27 ] |
| 2018 | Mystery Pink                | Ju-eun      | Phim ngắn | [ 28 ] |
| 2022 | Cassiopeia                  | Soo Jin     |           |        |

### Phim truyền hình
| Năm       | Tên phim                            | Vai                       | Kênh | Ghi chú           | Nguồn  |
| --------- | ----------------------------------- | ------------------------- | ---- | ----------------- | ------ |
| 2006      | Hwang Jini                          | Jung Ga-eun               | KBS2 |                   |        |
| 2007      | H.I.T                               | Jang Hee-jin              | MBC  |                   |        |
| 2011      | The Duo                             | Dal-yi                    | MBC  |                   |        |
| 2011      | The Peak                            | Ahn Il-yang               | MBC  |                   | [ 29 ] |
| 2012      | Feast of the Gods                   | Ha In-joo / Song Yeon-woo | MBC  |                   |        |
| 2012      | Horse Doctor                        | Jo So-yong (Gwi-in Jo)    | MBC  | Khách mời         | [ 30 ] |
| 2012–2013 | Here Comes Mr. Oh                   | Na Jin-joo                | MBC  |                   | [ 31 ] |
| 2013      | Goddess of Fire                     | Shim Hwa-ryung            | MBC  |                   | [ 32 ] |
| 2013      | Drama Festival: Unrest              | Joon-kyung's mother       | MBC  | Khách mời         |        |
| 2013–2014 | The King's Daughter, Soo Baek-hyang | Seol-nan / Soo Baek-hyang | MBC  |                   |        |
| 2014      | The Three Musketeers                | Kang Yoon-seo             | tvN  |                   |        |
| 2015      | Thực thần 2                         | Baek Soo-ji               | tvN  |                   |        |
| 2016      | Lại là Oh Hae Young                 | Oh Hae-young (Soil)       | tvN  |                   |        |
| 2016      | Chiến nào, ma kia!                  | Department store clerk    | tvN  | Khách mời, tập 13 | [ 33 ] |
| 2016      | Người thầy y đức                    | Yoon Seo-jung             | SBS  |                   |        |
| 2017      | Temperature Of Love                 | Lee Hyun-soo              | SBS  |                   |        |
| 2018      | Thực thần 3                         | Baek Soo-ji               | tvN  | Khách mời         | [ 34 ] |
| 2018      | Vẻ đẹp tiềm ẩn                      | Han Se-gye                | JTBC |                   |        |
| 2019      | Hắc cẩu                             | Go Ha-neul                | tvN  |                   |        |
| 2020      | Record of Youth (Ký sự thanh xuân)  | Haejin                    | tvN  | Khách mời, tập 17 |        |
| 2021      | You're my spring                    | Kang Da-jeong             | tvN  |                   |        |
| 2022      | Why Her                             | Oh Soo-jae                | SBS  |                   |        |

### Chương trình truyền hình
| Năm  | Tên chương trình       | Kênh | Vai                    | Nguồn  |
| ---- | ---------------------- | ---- | ---------------------- | ------ |
| 2014 | SNS Expedition         | SBS  | Khách mời thường xuyên | [ 35 ] |
| 2015 | Let's Eat with Friends | tvN  | Khách mời thường xuyên | [ 36 ] |

### Video ca nhạc
| Năm  | Tên bài hát               | Nghệ sĩ       | Nguồn  |
| ---- | ------------------------- | ------------- | ------ |
| 2009 | "One Step at a Time"      | Seo Young-eun | [ 37 ] |
| 2009 | "Dugeun Dugeun, Tomorrow" | 4Tomorrow     |        |

## Nhạc kịch
| Năm  | Tên                | Vai             | Nguồn  |
| ---- | ------------------ | --------------- | ------ |
| 2006 | The Sound of Music | Liesl von Trapp | [ 38 ] |
| 2010 | Goong: The Musical | Min Hyo-rin     | [ 39 ] |
| 2015 | Cinderella         | Cinderella      | [ 40 ] |

## Danh sách đĩa nhạc

### Đĩa đơn
| Tên bài hát                                                             | Năm             | Xếp hạng cao nhất | Doanh thu (DL)  | Album                                   |
| Tên bài hát                                                             | Năm             | KOR Gaon          | Doanh thu (DL)  | Album                                   |
| Như ca sĩ chính                                                         | Như ca sĩ chính | Như ca sĩ chính   | Như ca sĩ chính | Như ca sĩ chính                         |
| ----------------------------------------------------------------------- | --------------- | ----------------- | --------------- | --------------------------------------- |
| "Paradise" (with Fly to the Sky, Lee Ji-hoon, Ji-yeon)                  | 2003            | —                 | —               | 2003 Summer Vacation in SM Town         |
| "Summer in Dream" (with Moon Hee-jun, Shoo, BoA, Jae-won, Park Hee-bon) | 2003            | —                 | —               | 2003 Summer Vacation in SM Town         |
| "Raindrops"                                                             | 2006            | —                 | —               | 2006 Summer SM Town                     |
| "Winter of Memories"                                                    | 2006            | —                 | —               | 2006 Winter SM Town – Snow Dream        |
| "Have Yourself a Merry Little Christmas"                                | 2007            | —                 | —               | 2007 Winter SM Town – Only Love         |
| Xuất hiện trong nhạc phim                                               |                 |                   |                 |                                         |
| "Grip!" (Korean version)                                                | 2003            | —                 | —               | Inuyasha OST                            |
| "Give Me a Little Try"                                                  | 2006            | —                 | —               | Princess Hours OST                      |
| "0"                                                                     | 2006            | —                 | —               | 'Hyena OST                              |
| "Calling"                                                               | 2007            | —                 | —               | Air City OST                            |
| "Song of Jeongeup" (feat. Kim Nani)                                     | 2013            | —                 | —               | The King's Daughter, Soo Baek-hyang OST |
| "Up & Down" (feat. Risso)                                               | 2015            | —                 | —               | Let's Eat 2 OST                         |
| "What Is Love" (with Yoo Seung-woo)                                     | 2016            | 6                 | - KOR: 705,741+ | Another Miss Oh OST                     |
| "—" biểu thị các bản phát hành không được xếp hạng                      |                 |                   |                 |                                         |

## Giải thưởng và đề cử
| Năm  | Giải thưởng                 | Hạng mục                                                            | Đề cử                                | Kết quả   | Nguồn  |
| ---- | --------------------------- | ------------------------------------------------------------------- | ------------------------------------ | --------- | ------ |
| 2011 | 4th Korea Drama Awards      | Nữ diễn viên mới xuất sắc nhất                                      | The Duo                              | Đề cử     |        |
| 2011 | 30th MBC Drama Awards       | Nữ diễn viên xuất sắc nhất, thể loại phim ít tập                    | The Duo                              | Đoạt giải | [ 42 ] |
| 2012 | 31st MBC Drama Awards       | Nữ diễn viên xuất sắc nhất, thể loại phim nhiều tập                 | Feast of the Gods, Here Comes Mr. Oh | Đoạt giải | [ 43 ] |
| 2013 | 6th Korea Drama Awards      | Nữ diễn viên xuất sắc nhất                                          | Here Comes Mr. Oh, Goddess of Fire   | Đoạt giải | [ 44 ] |
| 2013 | 32nd MBC Drama Awards       | Nữ diễn viên xuất sắc nhất, thể loại phim nhiều tập                 | The King's Daughter, Soo Baek-hyang  | Đề cử     |        |
| 2014 | 3rd APAN Star Awards        | Nữ diễn viên xuất sắc nhất, thể loại phim nhiều tập                 | The King's Daughter, Soo Baek-hyang  | Đề cử     |        |
| 2015 | 8th Korea Drama Awards      | Nữ diễn viên xuất sắc nhất                                          | Thực thần 2                          | Đề cử     |        |
| 2016 | 5th APAN Star Awards        | Nữ diễn viên xuất sắc nhất, thể loại phim ít tập                    | Vẫn là Oh Hae Young                  | Đoạt giải | [ 45 ] |
| 2016 | 5th APAN Star Awards        | Cặp đôi đẹp nhất (với Eric Mun)                                     | Vẫn là Oh Hae Young                  | Đề cử     |        |
| 2016 | 9th Korea Drama Awards      | Nữ diễn viên xuất sắc nhất                                          | Vẫn là Oh Hae Young                  | Đề cử     |        |
| 2016 | tvN10 Awards                | Nữ diễn viên xuất sắc nhất                                          | Vẫn là Oh Hae Young                  | Đề cử     |        |
| 2016 | tvN10 Awards                | Made in tvN, Nữ diễn viên trong phim truyền hình                    | Vẫn là Oh Hae Young                  | Đoạt giải | [ 46 ] |
| 2016 | tvN10 Awards                | Nữ hoàng thể loại phim hài hước lãng mạn                            | Vẫn là Oh Hae Young                  | Đoạt giải | [ 46 ] |
| 2016 | tvN10 Awards                | Nụ hôn đẹp nhất (với Eric Mun)                                      | Vẫn là Oh Hae Young                  | Đề cử     |        |
| 2016 | 1st Asia Artist Awards      | Người giải trí xuất sắc nhất                                        | Vẫn là Oh Hae Young                  | Đề cử     |        |
| 2016 | 24th SBS Drama Awards       | Daesang (Giải thưởng danh giá nhất)                                 | Người thầy y đức                     | Đề cử     |        |
| 2016 | 24th SBS Drama Awards       | Nữ diễn viên xuất sắc nhất, thể loại phim truyền hình               | Người thầy y đức                     | Đoạt giải | [ 47 ] |
| 2016 | 24th SBS Drama Awards       | Top 10 ngôi sao                                                     | Người thầy y đức                     | Đoạt giải | [ 47 ] |
| 2016 | 24th SBS Drama Awards       | Cặp đôi đẹp nhất (với Yoo Yeon-seok)                                | Người thầy y đức                     | Đoạt giải | [ 47 ] |
| 2016 | 24th SBS Drama Awards       | Giải thưởng do Idol bình chọn – Nụ hôn đẹp nhất (với Yoo Yeon-seok) | Người thầy y đức                     | Đoạt giải | [ 47 ] |
| 2017 | 53rd Baeksang Arts Awards   | Nữ diễn viên xuất sắc nhất, hạng mục truyền hình                    | Vẫn là Oh Hae Young                  | Đoạt giải | [ 48 ] |
| 2017 | 30th Grimae Awards          | Nữ diễn viên xuất sắc nhất                                          | Nhiệt độ tình yêu                    | Đoạt giải | [ 49 ] |
| 2017 | 25th SBS Drama Awards       | Daesang (Giải thưởng danh giá nhất)                                 | Nhiệt độ tình yêu                    | Đề cử     |        |
| 2017 | 25th SBS Drama Awards       | Nữ diễn viên xuất sắc nhất trong phim truyền hình thứ hai–thứ ba    | Nhiệt độ tình yêu                    | Đề cử     |        |
| 2017 | 25th SBS Drama Awards       | Cặp đôi đẹp nhất (với Yang Se-jong)                                 | Nhiệt độ tình yêu                    | Đề cử     |        |
| 2018 | 2018 Korea Best Star Awards | Ngôi sao truyền hình xuất sắc nhất                                  | Vẻ đẹp tiềm ẩn                       | Đoạt giải | [ 50 ] |
| 2019 | 53rd Taxpayers' Day         | Khen thưởng tổng thống                                              | —                                    | Đoạt giải | [ 51 ] |